# Der Herrgottschnitzer
Das im 13. Jahrhundert entstandene Märe Der Herrgottschnitzer ist aufgrund seiner Kritik am Klerus nur bruchstückhaft überliefert, denn die Handschriften, die es überlieferten, wurden zerstört.

## Überlieferung
Das Märe ist in drei Handschriften überliefert: Dem Heidelberger cpg 341 (H), der Karlsruher Handschrift 408 (K) und der Weimarer Handschrift O I45), allerdings wurden diese teilweise verstümmelt und zerstört: In der Heidelberger Handschrift ist der Text ausradiert und wurde mit frommen Gedichten neu überschrieben. Zudem wurde ein Blatt herausgeschnitten. In der Karlsruher Handschrift bricht der Text ab, die anschließenden Blätter wurden herausgerissen; in der Weimarer Handschrift findet sich nur eine verkürzte und paraphrasierende Form des Märes.  Das komplette Märe in seinem genauen Wortlaut ist nicht bekannt.
Die Vermutung liegt nahe, dass das Märe aufgrund seines gotteslästerlichen Inhalts ‚rasiert‘ wurde. Arend Mihm führt als Ursache an, dass das Märe „wohl auch im 14. Jahrhundert als zu blasphemisch empfunden worden ist.“ Auch Klaus Grubmüller schreibt, dass die Rasur „wie eine Zensurmaßnahme“ wirke.

## Inhalt
Das Märe handelt von einem Bildschnitzer, dessen Frau von einem Mönch heftig umworben wird. Um dem zudringlichen Bewerber einen Denkzettel zu verpassen und um sich zu bereichern, schmieden die Frau und der Bildschnitzer einen Plan und gehen zum Schein auf die Annäherungsversuche ein: Nachdem beim vorgeblichen Rendezvous ein Geldbetrag übergeben wurde, klopft der Ehemann an die Tür. Um sich zu verstecken, wird der erschrockene Mönch von der Frau bemalt und als ‚Jesus am Kreuz‘ verkleidet. Der Ehemann lobt zuerst die Naturtreue der Statur und gibt dann vor, an dem, was „ze tale hanget“, mit dem Schnitzmesser noch Korrekturen vornehmen zu müssen. Daraufhin flieht der Mönch voller Angst und lässt seinen gesamten Besitz zurück. Der Bildhauer beklagt, dass seine Statue weggerannt sei.